# Europaspiele 2019/Ringen
Bei den Europaspielen 2019 in Minsk, Belarus, wurden vom 25. bis zum 30. Juni 2019 insgesamt 18 Wettbewerbe im Ringen ausgetragen. Es gab sechs Wettbewerbe für Frauen und zwölf für Männer. Bei den Männern entfielen sechs Wettbewerbe auf den Freistil und sechs Wettbewerbe auf Griechisch-Römisch. Bei den Frauen fanden sechs Wettbewerbe im Freistil statt. Austragungsort war der Sportpalast Minsk.

## Bilanz

### Medaillenspiegel
| Platz | Land          | Gold | Silber | Bronze | Gesamt |
| ----- | ------------- | ---- | ------ | ------ | ------ |
| 01    | Russland      | 7    | 2      | 5      | 14     |
| 02    | Aserbaidschan | 3    | 3      | 4      | 10     |
| 03    | Ukraine       | 2    | 2      | 4      | 8      |
| 04    | Belarus       | 2    | 2      | 2      | 6      |
| 05    | Georgien      | 1    | 3      | 3      | 7      |
| 06    | Armenien      | 1    | 1      | —      | 2      |
| 07    | Schweden      | 1    | —      | 1      | 2      |
| 08    | Lettland      | 1    | —      | —      | 1      |
| 09    | Bulgarien     | —    | 1      | 2      | 3      |
| 09    | Deutschland   | —    | 1      | 2      | 3      |
| 09    | Türkei        | —    | 1      | 2      | 3      |
| 09    | Ungarn        | —    | 1      | 2      | 3      |
| 13    | Serbien       | —    | 1      | 1      | 2      |
| 14    | Moldau        | —    | —      | 2      | 2      |
| 14    | Norwegen      | —    | —      | 2      | 2      |
| 16    | Estland       | —    | —      | 1      | 1      |
| 16    | Polen         | —    | —      | 1      | 1      |
| 16    | Rumänien      | —    | —      | 1      | 1      |
| 16    | San Marino    | —    | —      | 1      | 1      |

### Medaillengewinner

#### Männer
Freistil
| Disziplin         | Gold                   | Silber                      | Bronze                                        |
| ----------------- | ---------------------- | --------------------------- | --------------------------------------------- |
| Klasse bis 57 kg  | Mahir Əmiraslanov      | Stevan Mićić                | Süleyman Atlı Saur Ugujew                     |
| Klasse bis 65 kg  | Hacı Əliyev            | Wladimer Chintschegaschwili | Achmed Tschakajew Hor Ohannesian              |
| Klasse bis 74 kg  | Saurbek Sidakow        | Soner Demirtaş              | Awtandil Kentschadse Hacımurad Hacıyev        |
| Klasse bis 86 kg  | Dauren Kuruglijew      | Ali Schabanau               | Ahmed Dudarov Myles Amine                     |
| Klasse bis 97 kg  | Abdulraschid Sadulajew | Nurməhəmməd Hacıyev         | Aljaksandr Huschtyn Elisbar Odikadse          |
| Klasse bis 125 kg | Ansor Chisrijew        | Giwi Mattscharaschwili      | Cәmalәddin Mәhәmmәdov Oleksandr Chozjaniwskyj |

Griechisch-Römisch
| Disziplin           | Gold                   | Silber              | Bronze                                |
| ------------------- | ---------------------- | ------------------- | ------------------------------------- |
| Klasse bis 60 kg    | Stepan Marjanjan       | Erik Torba          | Victor Ciobanu Dato Tschchartischwili |
| Klasse bis 67 kg    | Saur Kabalojew         | Schmagi Bolkwadse   | Saslan Daurau Mate Nemeš              |
| Klasse bis 77 kg    | Alexander Tschechirkin | Karapet Tschaljan   | Alex Kessidis Tamás Lőrincz           |
| Klasse bis 87 kg    | Schan Belenjuk         | İslam Abbasov       | Viktor Lőrincz Arkadiusz Kułynycz     |
| Klasse bis 97 kg    | Artur Aleksanjan       | Aljaksandr Hrabowik | Felix Baldauf Alexander Golowin       |
| Klasse bis 130 kg * | Iakob Kadschaia        | Sergei Semjonow     | Mikola Kuchmii Sabah Şəriəti          |

#### Frauen
Freistil
| Disziplin        | Gold                  | Silber                    | Bronze                              |
| ---------------- | --------------------- | ------------------------- | ----------------------------------- |
| Klasse bis 50 kg | Mariya Stadnik        | Oksana Liwatsch           | Evin Demirhan Miglena Selischka     |
| Klasse bis 53 kg | Sofia Mattsson        | Julija Blahynja           | Nina Hemmer Stalwira Orschusch      |
| Klasse bis 57 kg | Iryna Kuratschkina    | Mimi Christowa            | Aljona Kolesnik Anastasia Nichita   |
| Klasse bis 62 kg | Julija Tkatsch        | Elmira Qəmbərova          | Marija Kusnezowa Kriszta Incze      |
| Klasse bis 68 kg | Anastasija Grigorjeva | Anastassija Brattschikowa | Sofija Georgiewa Alla Tscherkassowa |
| Klasse bis 76 kg | Wassilissa Marsaljuk  | Francy Rädelt             | Iselin Solheim (Ringerin) Epp Mäe   |